# 布羅采尼
布羅采尼是拉脫維亞的城鎮，位於該國西部，面積8.55平方公里，附近的湖泊蘊藏大量石灰，2010年人口3,411。第二次世界大戰期間，該鎮興建一間水泥和石板工廠。